# 두샨 타디치
두샨 타디치(Душан Тадић / Dušan Tadić, 1988년 11월 20일 ~ )는 세르비아의 축구 선수로 현재 UAE 프로리그의 알와흐다에서 공격형 미드필더로 활약 중이다.
고향팀 AIK 바치카토폴라와 보이보디나에서 유소년 축구 시절을 지내고, 보이보디나 시절에 UEFA 유로파 리그 경기를 뛰기도 했다. 흐로닝언에서 두 시즌을 보낸 뒤, 2012년에 트벤터에 입단했고, 그곳에서 잉글랜드 프리미어리그팀 사우샘프턴으로 이적했다. 잉글랜드에서 네 시즌을 지내고 나서, 아약스에서 입단한 2018년에 네덜란드로 돌아왔다.
타디치는 2008년에 국가대표팀에 데뷔한 뒤, 세르비아를 대표하여 60경기가 넘는 국제 대회에 출전했으며, 대표팀에 데뷔한 해의 올림픽 대회에도 참가했다.

## 수상 경력
보이보디나
- 세르비아 수페르리가: 2008-09
- 세르비안 리그: 2008-09

개인
- 에레디비시 올해의 선수: 2010-11, 2013-14
- 에레디비시 리그 베스트11
- 에이르스터 디비시 득점왕 2018-19
- UEFA 챔피언스리그 도움왕

## 같이 보기
- A매치 100경기 이상 출전한 축구 선수 명단